# Rheodytes leukops
Rheodytes leukops is een schildpad uit de familie slangenhalsschildpadden (Chelidae), en is de enige soort uit het geslacht Rheodytes.

## Naam en indeling
De wetenschappelijke naam van de soort werd voor het eerst voorgesteld door John Cann en John Leggler in 1980 nadat het dier in 1976 voor het eerst was ontdekt.
De geslachtsnaam Rheodytes betekent vrij vertaald 'duiker van de stromende rivier' en is afgeleid van de Griekse woorden rheos (stroompje) en dytes, dat 'duiker' betekent. De soortaanduiding leukops betekent vrij vertaald 'wit oog' en is afgeleid van de Griekse woorden leukos (wit) en 'ops' (oog).
De schildpad wordt in andere talen wel Fitzroy rivierschildpad genoemd, deze naam is te danken aan de rivier waarlangs het dier leeft, de Fitzroy in het noordoosten van Australië.

## Uiterlijke kenmerken
De maximale rugschildlengte is ongeveer 26 centimeter en de kleur is bruin tot donkerbruin met donkere vlekken. De kop en poten zijn grijs, en de iris van volwassen dieren is wit, die van juvenielen meer zilverachtig. Het schild is ovaal van vorm en wordt niet erg hoog, op het midden is een lichte groef aanwezig. Jongerte exemplaren hebben een vrijwel rond schild met doornachtige uitsteeksels aan de marginaalplaten. De zijkanten van het schild zijn bij oudere dieren wat omhoog gekruld. Het buikschild is licht van kleur, van geelwit tot geel, en is relatief smal. Zowel bij mannetjes als vrouwtjes is het buikschild wat hol van vorm. Er zijn geen scharnierende schilddelen aanwezig. De plastronformule is als volgt: fem > an > abd > pect > hum > intergul > gul.
Het tussenkeelschild is smaller dan de keelschilden. Op de vrij korte nek zijn lange stekeltjes aanwezig zodat de nek op een tak lijkt. De kop is relatief smal en verhoogd, de staart is vrij kort, vooral bij de vrouwtjes. De kleur van de kop is bruin tot groen aan de bovenzijde maar geel tot oranje aan de onderzijde. De iris is helder wit bij de volwassen exemplaren. Onder de kin zijn twee baarddraden aanwezig.

## Verspreiding en habitat
De schildpad komt endemisch voor in Australië en alleen in het oostelijke deel van het kustgebied van de Fitzroy-rivier in de provincie Queensland. De habitat bestaat uit stromende, zuurstofrijke wateren met een zand- of grindbodem. Ondergedoken objecten als rotsen of stenen zijn een vereiste omdat de schildpad hieronder schuilt.

## Levenswijze
Rheodytes leukops is een opmerkelijke soort die kan ademhalen met de cloaca. De cloaca van schildpadden dient niet alleen voor de voortplanting, maar ook om van afvalstoffen af te komen en de eitjes af te zetten. De cloaca is bij veel soorten vrij groot en uitrekbaar, bij deze soort echter zeer groot en de flapachtige membranen (bursae) laten uitwisseling van gassen toe waardoor de schildpad zuurstof kan opnemen uit het water dat in- en uit de cloaca wordt gepompt als het dier onder water zwemt. Dit geeft de soort grote voordelen ten opzichte van andere schildpadden, die voor al hun zuurstof naar de oppervlakte moeten zwemmen. Er zijn wel meer Australische soorten schildpadden die dit opmerkelijke trucje kennen, maar deze soort kan voor twee derde in zijn zuurstofbehoefte voorzien. Dit is veel meer dan alle andere soorten, en kan dagen onder water blijven. Er zijn overigens ook schildpadden, en ook wel amfibieën, die op andere plaatsen van zuurstofopnemende cellen gebruikmaken. Een voorbeeld is Cantors reuzenweekschildpad (Pelochelys cantorii), die de farynx gebruikt, een deel van de keel.
Waarnemingen van zonnende of ademhalende schildpadden zijn zeldzaam. Dankzij het stromende, zuurstofrijke water kan het dier vrijwel altijd onder water blijven. Het voedsel bestaat uit kleine ongewervelden zoals insectenlarven en zoetwatersponsen. Later werd ontdekt dat de schildpad ook aanzienlijke hoeveelheden planten eet, zoals Vallisneria (Vallisneria spiralis). De schildpad leeft in een gebied met vele vijanden, zoals roofvissen en krokodillen. De eitjes worden opgegraven en gegeten door vossen.
De vrouwtjes zetten tot vijf legsels af per seizoen. De eieren zijn ongeveer 23 tot 33 millimeter lang en 19 tot 24 mm breed.

## Beschermingsstatus
Rheodytes leukops is een van de zeldzaamste Australische schildpadden en heeft een zeer klein areaal wat de soort kwetsbaar maakt. Andere bedreigingen zijn verzilting en vervuiling van het leefgebied en landschapsveranderingen. Door de internationale natuurbeschermingsorganisatie IUCN is de beschermingsstatus 'kwetsbaar' toegewezen (Vulnerable of VU).